# 橙黄玉凤花
橙黄玉凤花（学名：Habenaria rhodocheila）为兰科玉凤花属下的一个种。

## 扩展阅读
- 維基物種上的相關：橙黄玉凤花